# Queso manchego (México)

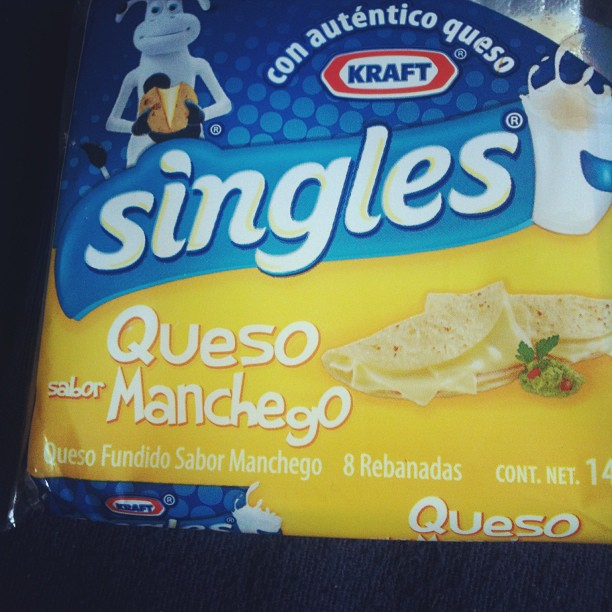
Paquete de queso «sabor manchego» en México, de vaca

El queso manchego mexicano, por razones legales llamado queso «tipo manchego», es una variedad de queso de leche de vaca pasteurizada. Posee un color amarillo pálido y forma cilíndrica aplanada o rectangular.
Fue desarrollado en los años 80 por productores mexicanos de lácteos para imitar al queso manchego producido en la región española de La Mancha, aunque en la actualidad son dos quesos bastante diferentes. Mientras que el español está hecho de leche de oveja, el mexicano es de vaca; el manchego mexicano es fundible y el español no; el manchego español es de consistencia dura y en cambio el mexicano es más bien graso. Algunos quesos similares al queso tipo manchego podrían ser el cheddar inglés, el colby estadounidense o el queso Chihuahua.
A pesar de esta polémica, el queso tipo manchego es uno de los quesos más populares en México y ya forma parte de la tradición gastronómica de este país, y también se encuentra en algunas zonas de los Estados Unidos con presencia mexicana.

## Origen
El actual queso tipo manchego tiene una historia relativamente reciente, y poca relación guarda ya con el queso manchego que se vendía hace unas décadas en México, fruto de una falta de regulación y estandarización generalizada. Sin embargo, su versatilidad lo ha hecho en breve tiempo un queso muy popular en todos los hogares mexicanos, especialmente en el centro del país. Se calcula que en 2018, se consumieron en México 37 500 toneladas de «tipo manchego», es decir, uno de cada diez quesos consumidos en este país.
La mayoría de lo que se vende en los supermercados como «queso manchego» son en su mayoría versiones comerciales que, con la entrada de México a la economía global, son producidos de manera genérica en las fábricas de leche del centro del país por grandes corporaciones de la industria láctea, las cuales han tomado el nombre y expandido su uso. Una alternativa a esto es el queso menonita o Chihuahua, que se produce en el norte del país, generalmente en fincas más pequeñas.

## Elaboración
El queso tipo manchego pasa por varios procesos antes de su venta: pasteurización, cuajado, moldeo, prensado, envasado y maduración. Para provocar el cuajado se le agregan lactobacilos y enzimas coagulantes. También se suele adicionar colorante a la leche, ya que en algunas regiones mexicanas la leche de vaca muestra una débil concentración de carotenos, que provoca una pigmentación variable. Los ingredientes de un queso tipo manchego son: leche entera pasteurizada de vaca, cultivo láctico, sal yodada, cloruro de calcio, monoestearato de glicerilo, cuajo, extracto de annato.

## Controversia sobre su nombre

Tratado de Libre Comercio entre México y la Unión Europea (TLCUEM)

La denominación de este queso como manchego supuso un obstáculo para la firma de la renovación del Tratado de Libre Comercio entre México y la Unión Europea. Sin embargo, el manchego no es el único queso que produce la industria láctea mexicana sin tener en cuenta los sellos DO europeos: el parmesano, el gruyère, el camembert, la mozzarella, el roquefort... suman un total de 57 quesos que, mientras que en la Unión Europea deben aprobar numerosos criterios para poder recibir tal denominación, en México hay poca o nula regulación al respecto. Además de otros productos alimentarios como vinos o mantequillas, suman un total de 340 indicaciones geográficas protegidas europeas que han sido imitadas en territorio mexicano y que suponen un problema para poder acordar un tratado de libre comercio entre ambas regiones.
Los productores de queso manchego español acusan al queso tipo manchego de competencia desleal y de imitación; «los productores mexicanos son reticentes a cambiar el nombre (...) En cambio, son extremadamente celoso a la hora de proteger la D.O. del tequila o del mezcal». Ciertos quesos europeos deben pagar un impuesto del 20% para venderse en México, mientras que el queso manchego español, por su nombre, soportaba un arancel del 45%. De manera que solo el 3% de todo el queso manchego consumido en México es de origen español.
En 2018 se acordó que los productores lecheros mexicanos podían seguir usando el nombre «manchego», ya que la UE está muy interesada en eliminar los aranceles con México y aprobar este nuevo TLC. Además, son tan diferentes que sería «imposible de confundirlos por parte de los consumidores». Lo mismo ocurrió con el queso feta («tipo feta») y el parmesano («tipo parmesano»). La única condición es no usar banderas o símbolos que puedan dar lugar a confusión. En el caso del mercado estadounidense, el mayor importador de ambos quesos, también se deberán respetar los nombres de ambos.

## Uso
Debido a que el queso tipo manchego es un queso fácilmente fundible, se usa para gratinar pizzas, enchiladas suizas, quesadillas, molletes...etc.